# 丹尼尔·迪达维
丹尼尔·迪达维（德語：Daniel Didavi，1990年2月21日—）是一位贝宁裔德国足球运动员，于场上司职中场。

## 青年时期
迪达维的父亲伊尼亚斯（Ignace）来自達荷美共和國，即如今的贝宁；母亲西尔维娅（Sylwia）则是德国人。他从小成长于尼尔廷根的分区罗斯多夫。
迪达维是在其家乡俱乐部尼尔廷根05（SPV 05 Nürtingen）开始足球生涯。在7岁时，他被父亲带往参加斯图加特体育俱乐部的青少年开放日，因为每个参与者都将获得两张免费的德甲比赛门票作为答谢。迪达维得到了斯图加特的肯定并获录取。但由于学习成绩不佳，其父亲将他带回了尼尔廷根。当迪达维的学习成绩提高后，他的父亲与斯图加特官员商定，将再次提供为期9个月的尝试。俱乐部最初没有他的位置，但最终在2003年将他召回。

## 俱乐部生涯
尽管仍作为斯图加特U19梯队的一员，但迪达维早在2008年8月30日，便代表斯图加特二队于主场以4比0战胜和睦不伦瑞克的2008-09赛季德丙第五轮比赛中完成自己的职业生涯首秀，并在这场比赛中射入2球及送出1个助攻。
2009年1月21日，迪达维与斯图加特提前续约至2012年6月。他也于2010-11赛季被顺利提拔至一线队。他代表一线队的首秀是在2010年7月29日，当斯图加特在欧罗巴联赛第三轮资格赛对阵挪威球队莫迪的比赛中完成。而在2010年8月29日，他又在对阵多特蒙德的比赛中于下半时替换格奥格·尼德迈尔登场，完成德甲处子秀。
至2011-12赛季，迪达维被租借至同级俱乐部纽伦堡，为期一年。经过首轮对阵柏林赫塔的短暂亮相后，他便因左膝半月板撕裂而休战，并不得不接受手术治疗。自该季第十二轮起，迪达维又重新成为主力球员，并在2011年12月17日在客场以3比0战胜勒沃库森的比赛中射入他的首个德甲入球。
2012年5月，迪达维在重返斯图加特前不久的一场友谊赛中遭遇左膝软骨损伤。他接受了手术，并为此而休战了7个月之久。在复出参加过三场联赛后，他再度遭受膝伤困扰，并于5月进行了另一次手术。直至2014年2月，迪达维才在因伤休整了一年后再重新参加球队训练。在2013-14赛季的最后七场比赛，他可以重新参赛，并在对阵门兴格拉德巴赫的保级战中射入他身披斯图加特战袍的首个德甲入球。
2014年10月，迪达维在一场测试赛中造成左腿肌肉束撕裂，并在2015年1月因左膝炎症而进行手术。直至2015年4月25日，即2014-15赛季的第30轮，他才再度重返德甲赛场并射入2球，确保斯图加特幸免于降级。在接下来的2015-16赛季，不再受到伤病困扰的迪达维更是以13个联赛入球成为队内最佳射手。
在与斯图加特的合同到期后，迪达维决定于2016-17赛季自由转会至沃尔夫斯堡。他与这支下萨克森俱乐部签订了一份期至2021年届满的合同。他在新东家的首秀发生于2016年8月27日的德甲首轮，并在这场客场以1比0击败奥格斯堡的比赛中，于第35分钟率先打破僵局。

### 国家队生涯
迪达维曾入选过各级别的德国青年国家足球队。在备战2013年歐洲U-21足球錦標賽预选赛期间，他得以首次被召入德国21岁以下国家足球队，并在2011年8月9日，于卡尔斯鲁厄以4比1战胜塞浦路斯U21的比赛中，射入自己的国家队首球。